# Miran Herzog
Miran Herzog slovenski režiser, * 16. avgust 1928, Ljubljana, † 20. november 2001.
Herzog je diplomo iz režije pridobil na fakulteti dramskih umetnosti v Beogradu. Po drugi svetovni vojni je najprej nekaj časa delal pri Triglav filmu, nato pa je bil tri leta stalni režiser v Narodnem gledališču v Banjaluki.
Po vrnitvi v Slovenijo je bil režiser mariborskem in celjskem gledališču, po letu 1965 pa je največ delal v Mestnem gledališču ljubljanskem.
Bil je tudi profesor gledališke režije in dramske igre na Akademiji za gledališče, radio, film in televizijo v Ljubljani ter nekaj časa tudi njen rektor.

## Nagrade
- Nagrada Prešernovega sklada (1969)

## Filmi
- Komisija za samomore (1969)
- Stroj (1970)